# Athos Burez
Athos Burez (Ronse, 4 september 1987)  is een Belgisch fotograaf.

## Levensloop
Hij doorliep een opleiding beeldende kunsten aan het Sint-Luccas te Gent en studeerde vervolgens fotografie aan het Koninklijke Academie voor Schone Kunsten (KASK), eveneens te Gent. Zijn portfolio bestaat onder andere uit opdrachten voor De Morgen, Knack, De Standaard, Elle, Victoire, Indie Magazine en Vice. Daarnaast werkte hij onder meer in opdracht van verschillende bekende merken, artiesten en bands. Zijn werken worden omschreven als de juiste mix tussen humor, schoolheid en cool, oftewel Goofy beauty.